# Dolný Bar
Dolný Bar (ungarisch Albár) ist eine Gemeinde im Südwesten der Slowakei mit 1023 Einwohnern (Stand 31. Dezember 2024). Sie gehört zum Okres Dunajská Streda, einem Teil des Trnavský kraj.

## Geographie
Die Gemeinde befindet sich im Mittelteil der Großen Schüttinsel, einem Teil des slowakischen Donautieflands. Das Ortszentrum liegt auf einer Höhe von 114 m n.m. und ist sechs Kilometer von Dunajská Streda entfernt.
Nachbargemeinden sind Kútniky im Westen und Norden, sehr kurz Ohrady im Norden, Trhová Hradská im Nordosten, Dolný Štál im Osten und Südosten sowie Mad im Süden.

## Geschichte

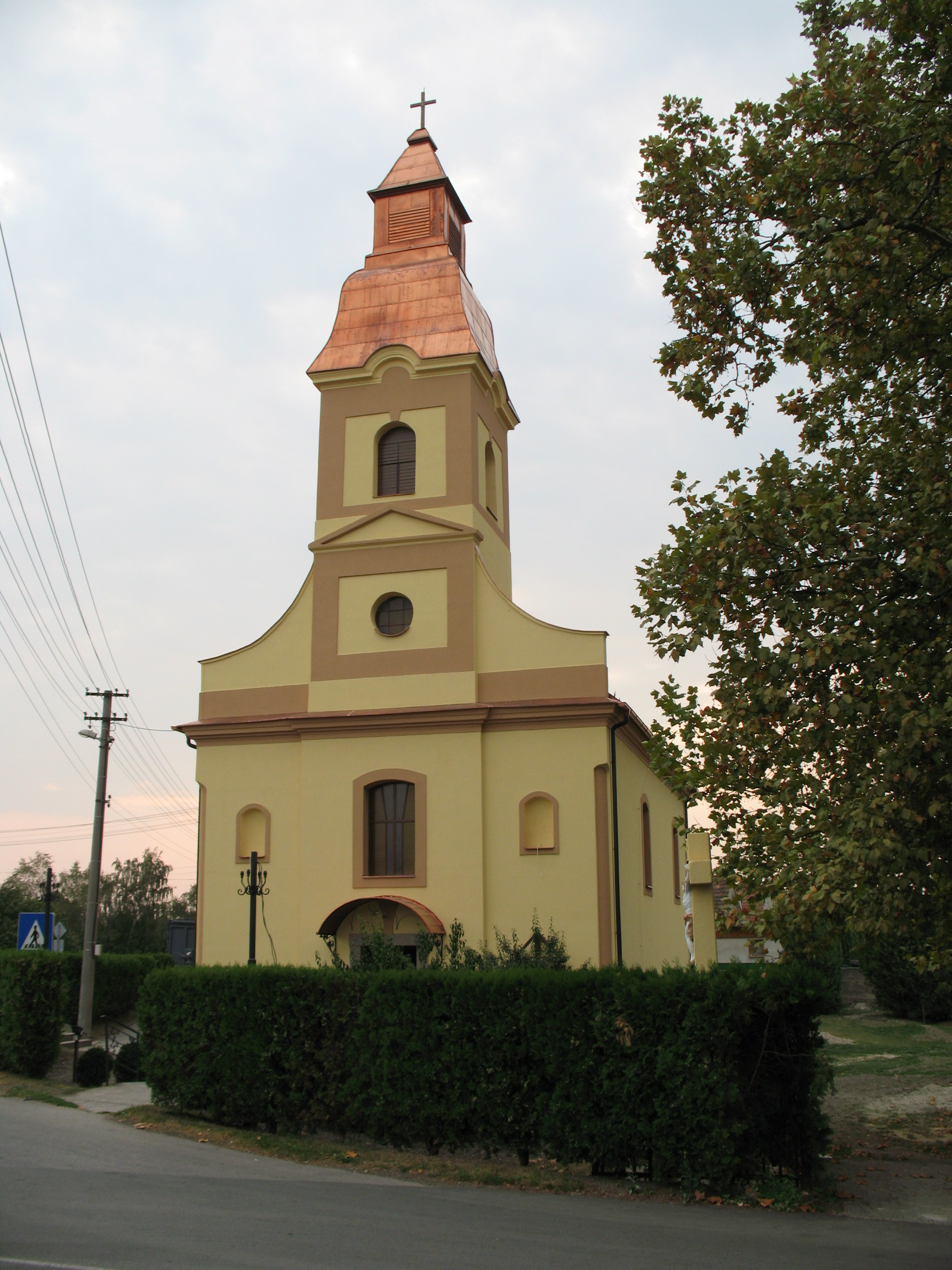
Kirche im Dorf

Dolný Bar entstand aus dem ursprünglichen Ort Baar, der so zum ersten Mal 1244 schriftlich erwähnt wurde. 1300 erhielt das Pressburger Kapitel den örtlichen Landsitz. 1334 sind mit dem Namen eines königlichen Mannes namens Miklós de Baár, drei Orte, namentlich Albár, Felbár (das spätere Horný Bar, 17 Kilometer westlich) und Kisbár (slow. Malý Bar, heute Teil von Dolný Bar) erwähnt. Gerade im 14. Jahrhundert geht aus den Urkunden nicht immer hervor, um welchen Ort es sich handelt.
Das Dorf war Besitz sogenannter Prädialisten des Erzbistums Gran, dessen Güter von Vajka aus verwaltet wurden. Im 18. Jahrhundert waren die Familien Bertalanffy und Pethő Gutsherren. 1828 zählte man 10 Häuser und 89 Einwohner, deren Haupteinnahmequelle Landwirtschaft war.
Bis 1919 gehörte der im Komitat Pressburg liegende Ort zum Königreich Ungarn und kam danach zur Tschechoslowakei beziehungsweise heute Slowakei. 1938–45 lag er aufgrund des Ersten Wiener Schiedsspruchs noch einmal in Ungarn.

## Bevölkerung
| Jahr                | 1994 | 2004     | 2014    | 2024     |
| ------------------- | ---- | -------- | ------- | -------- |
| Anzahl der Personen | 474  | 560      | 610     | 1023     |
| Unterschied         |      | +18,14 % | +8,92 % | +67,70 % |

| Jahr                | 2023 | 2024    |
| ------------------- | ---- | ------- |
| Anzahl der Personen | 989  | 1023    |
| Unterschied         |      | +3,43 % |

Nach der Volkszählung 2011 wohnten in Dolný Bar 597 Einwohner, davon 468 Magyaren, 119 Slowaken, 4 Tschechen und 3 Mährer. Ein Einwohner gab eine andere Ethnie an und 2 Einwohner machten keine Angabe. 483 Einwohner bekannten sich zur römisch-katholischen Kirche, 33 Einwohner zur reformierten Kirche, 19 Einwohner zur Evangelischen Kirche A. B., jeweils 2 Einwohner zu den Zeugen Jehovas sowie zur evangelisch-methodistischen Kirche sowie jeweils 1 Einwohner zur griechisch-katholischen Kirche, zur neuapostolischen Kirche und zur orthodoxen Kirche; 3 Einwohner bekannten sich zu einer anderen Konfession. 31 Einwohner waren konfessionslos und bei 21 Einwohnern wurde die Konfession nicht ermittelt.

## Bauwerke
- römisch-katholische Kirche im klassizistischen Stil aus dem Jahr 1790
- Landschloss im neoklassizistischen Stil aus dem 19. Jahrhundert

## Verkehr
Dolný Bar liegt direkt an der Straße 1. Ordnung 63 von Bratislava nach Komárno und besitzt eine Haltestelle an der Bahnstrecke Bratislava–Komárno.